# Belles-Fontaines
Belles-Fontaines ist eine französische Gemeinde mit 603 Einwohnern (Stand: 1. Januar 2022) im Département Haute-Saône in der Region Bourgogne-Franche-Comté. Sie gehört zum Arrondissement Lure und ist Mitglied im Gemeindeverband Communauté de communes du Pays de Villersexel.
Sie entstand als Commune nouvelle mit Wirkung vom 1. Januar 2025 durch die Zusammenlegung der bis dahin selbstständigen Gemeinden Courchaton, Georfans und Vellechevreux-et-Courbenans, die fortan den Status als Communes déléguées besitzen. Der Verwaltungssitz befindet sich im Ort Courchaton.

## Gemeindegliederung
| Commune déléguée             | Ehemaliger INSEE-Code | PLZ   | Fläche (km²) | Einwohnerzahl (2022) |
| ---------------------------- | --------------------- | ----- | ------------ | -------------------- |
| Courchaton (Verwaltungssitz) | 70180                 | 70110 | 13,53        | 445                  |
| Georfans                     | 70264                 | 70110 | 02,99        | 040                  |
| Vellechevreux-et-Courbenans  | 70530                 | 70110 | 09,14        | 118                  |

## Geografie
Belles-Fontaines liegt etwa 31 Kilometer ostsüdöstlich von Vesoul, etwa 19 Kilometer südsüdöstlich von Lure, etwa 28 Kilometer westsüdwestlich von Belfort und etwa 19 Kilometer westlich von Montbéliard. Die Gemeinde liegt an der Grenze zum benachbarten Département Doubs in der historischen Provinz der Franche-Comté.
Die Gemeinde erstreckt sich in einer Talmulde am nordwestlichen Rand der Hügellandschaft, die sich zwischen den Flusstälern von Ognon und Doubs ausdehnt, bis zum Fuß eines Vorgebirges des weiter südlich gelegenen Juras. Aus geologischer Sicht erstreckt sich das Gemeindegebiet über das Steinkohlebecken der Haute-Saône aus dem Keuper und teilweise über die Ölschieferlagerstätte Haute-Saône aus dem Toarcium.
Das Gemeindegebiet wird nur von kleineren Bächen im Norden und Nordwesten entwässert. Nach Südosten dehnt sich eine Kalkhochfläche aus, die durchschnittlich auf 400 m liegt. Es gibt hier keine oberirdischen Fließgewässer, weil das Niederschlagswasser im verkarsteten Untergrund versickert.
Das Zentrum liegt auf etwa 327 m Höhe. Die niedrigste Stelle mit 282 m wird auf dem Gebiet von Georfans im äußersten Südwesten gemessen. Im Südosten leitet eine 150 bis 200 m hohe Geländestufe zum bewaldeten Höhenrücken des Waldgebiets Bois de la Pérouse (525 m) und zur Höhe von Accolans über, auf der mit 532 m die höchste Erhebung der Gemeinde erreicht wird.
Umgeben wird Belles-Fontaines von den zwölf Nachbargemeinden:
| Saint-Ferjeux      | Senargent-Mignafans                         | Secenans Crevans-et-la-Chapelle-lès-Granges |
| Mélecey Villargent | Kompassrose, die auf Nachbargemeinden zeigt | Gémonval (Doubs) Marvelise (Doubs)          |
| Grammont           | Geney (Doubs) Accolans (Doubs)              | Onans (Doubs)                               |

## Sehenswürdigkeiten
| Name                           | Ort                         | Bemerkungen               | Bild |
| ------------------------------ | --------------------------- | ------------------------- | ---- |
| Kirche Sainte-Madeleine        | Courchaton                  | Neubau im 19. Jahrhundert |      |
| Kirche Saint-Germain-d’Auxerre | Vellechevreux-et-Courbenans | Neubau im 19. Jahrhundert |      |

## Sport und Freizeit
Der GR 59 „Des Vosges au Jura“, ein 605 Kilometer langer Fernwanderweg vom Ballon d’Alsace (Département Vosges) nach Culoz-Béon (Département Ain) durchquert das Gemeindegebiet von Nordost nach Südwest.

## Bildung
Die Gemeinde verfügt über eine öffentliche Vor- und Grundschule (École primaire) im Ortsteil Courchaton mit 47 Schülerinnen und Schülern im Schuljahr 2024/2025.

## Wirtschaft und Infrastruktur
Die Dörfer von Belles-Fontaines waren bis weit ins 20. Jahrhundert hinein vorwiegend durch die Landwirtschaft (Ackerbau, Obstbau und Viehzucht) und die Forstwirtschaft geprägt. Heute gibt es verschiedene Betriebe des lokalen Kleingewerbes. Mittlerweile hat sich die Gemeinde auch zu einer Wohngemeinde gewandelt. Viele Erwerbstätige sind deshalb Wegpendler, die in den größeren Ortschaften der Umgebung und im Agglomerationsraum Belfort-Montbéliard ihrer Arbeit nachgehen.
Die Anzahl aktiver landwirtschaftlicher Betriebe, die in Belles-Fontaines aktiv sind, betrug 7 im Jahr 2020.

## Verkehr
Die Departementsstraße D 9 führt durch die Ortsteile Georfans und Vellechevreux-et-Courbenans in westlicher Richtung nach Vesoul über Saint-Ferjeux und Villargent, in östlicher Richtung zu einem Anschluss an die Route nationale 19 in der Nähe von Héricourt über Secenans und Crevans-et-la-Chapelle-lès-Granges. Die Departementsstraße D 18 kreuzt die D 9 und verbindet Courchaton mit Senargent-Mignafans. Nachgeordnete Departementsstraßen und lokale Landstraßen verbinden die Ortsteile mit weiteren Nachbargemeinden.
Die LGV Rhin-Rhône von Dijon nach Belfort durchquert das nördliche Gemeindegebiet ohne Haltepunkt.